# The DeFranco Family
The DeFranco Family was een Canadese familie-popband uit Port Colborne, (Ontario).

## Bezetting
- Benny DeFranco (geboren 11 juli 1953, gitaar)
- Marisa DeFranco (geboren 23 juli 1954, keyboards)
- Nino DeFranco (geboren 19 oktober 1955, gitaar)
- Merlina DeFranco (geboren 20 juli 1957, drums)
- Tony DeFranco (geboren 31 augustus 1959, leadzang)

## Geschiedenis
De vijf broers/zusters waren kinderen van Italiaanse immigranten en groeiden op in Port Colborne en Welland. Aanvankelijk optredend als het DeFranco Quintet, kreeg de band succes nadat een demotape van hun songs werd gehoord door Sharon Lee, uitgeefster van het tienermagazine Tiger Beat. Onder de indruk liet ze de band naar Los Angeles vliegen voor een auditie bij Charles Laufer. Laufer contracteerde de band voor zijn onderneming Laufer Entertainment, financierde een demo met drie songs en hielp hen om een contract te verwerven bij 20th Century Records.
The DeFranco Family nam op in de United Western Recorders-studio's in Hollywood met begeleiding van The Wrecking Crew-veteranen Hal Blaine (drums), Larry Carlton (gitaar) en Max Bennett (basgitaar). Ze traden negen keer op in de American Bandstand van Dick Clark.
Met hun montere benadering van muziek, werd The DeFranco Family een succesvol popnummer midden jaren 1970. Ze profiteerden van twee belangrijke factoren: de drang van de Canadese regelgeving die Canadese radiostations stimuleerden om songs van inheemse artiesten uit te zenden en de populariteit van twee andere jeugdige familie-kwintetten tijdens de vroege jaren 1970, The Osmonds en The Jackson 5. Hun debuutsingle Heartbeat – It's a Lovebeat (1973), met leadzang van de 13-jarige Tony DeFranco, bereikte de toppositie bij WLS voor vijf weken, de derde plaats in de Amerikaanse Billboard Hot 100 en de toppositie in de Cashbox singlehitlijst. Bovendien bereikte de single de 3e plaats in hun thuisland Canada in de nationale RPM 100 Top Singles-hitlijst en werden er meer dan twee miljoen exemplaren van verkocht, waarvoor ze een gouden plaat kregen van de RIAA in november 1973. De songwriter Michael T. Kennedy was een langjarige bestuurder bij Boeing/McDonnell Douglas. Hun tweede top 40-single Abra-Ca-Dabra werd opgevolgd door hun laatste hit Save the Last Dance For Me, die de 18e plaats bereikte in de hitlijsten in mei 1974.
De actieve carrière van de familie bereikte hierna een eindpunt. Familie-kwintetten raakten uit de gunst tijdens het midden van de jaren 1970, toen disco in opkomst kwam. The Osmonds zagen een daling in populariteit in dezelfde periode, terwijl The Jackson 5 zich snel aanpaste aan de disco. Deze viel samen met Tony's stembreuk vanwege de puberteit. Een rockversie van hun song Write Me a Letter mislukte om meer aandacht te verkrijgen en kwam niet hoger dan de 104e plaats in de hitlijsten. Hoewel hun vroegere hits werden geproduceerd door Walt Meskell, bewogen de teleurstellende verkopen van Write Me a Letter 20th Century Fox om Meskell gevoelsmatig te ontslaan en de band te koppelen aan Mike Curb, die voorheen had gewerkt met The Osmonds. Maar de samenwerking verliep rampzalig. Toen Curb trachtte om de band om te smeden naar een coverband, weigerden ze en verbraken ze hun band met hun uitgever en manager, Charles Laufer en Laufer Entertainment en 20th Century Fox.
Niet in staat om de interesse te wekken van een ander label, gingen ze verder op tournee en traden ze op in Las Vegas, totdat ze hun optredens in 1978 beëindigden. Een reünie-concert bij het Rhino Records Retro Fest in augustus 1999 werd opgevolgd door het laatste optreden van The DeFranco Family in B.B. Kings nachtclub in Los Angeles in april 2000.
Tony verwierf een vergunning als makelaar en werd makelaar in onroerend goed bij Sotheby's International Realty in Westlake Village in Californië. De broers/zussen vestigden zich in Californië. The DeFranco Family beëindigden hun betrokkenheid in de muziekbusiness. Tony en Marisa traden bij gelegenheid nog weleens op.

## Discografie

### Singles
- 1973: Heartbeat - It's a Lovebeat
- 1973: Abra-ca-dabra
- 1974: Save the Last Dance for Me
- 1974: Write Me a Letter
- 1975: We Belong Together
- 1976: Venus (alleen in Japan uitgebracht) / The Only One
- 1976: Drummer Man / Thought You Might Like To Know

### Albums
- 1973: Heartbeat - It's a Lovebeat
- 1974: Save The Last Dance For Me